# Татяна Розентал
Вижте пояснителната страница за други личности с името Розентал.
Татяна Розентал (на руски: Татьяна Розенталь) е руски психоаналитик и невролог.

## Биография
Родена е на 3 юли 1884 година в Минск, Руска империя, в семейство на руски евреи. От 1906 живее в Цюрих, където учи медицина. След дипломирането си се премества във Виена, а през 1911 година е приета във Виенското психоаналитично общество. След избухването на Първата световна война се завръща в Русия. През 1920 година става директор на психиатрична клиника за деца. Една година по-късно, в 1921 година, се самоубива в Петроград на 36-годишна възраст.
Розентал публикува само едно есе през живота си – „Страдание и творчество у Достоевски“ (1920).